# Tricorynus tropicus
Tricorynus tropicus är en skalbaggsart som beskrevs av White 1965. Tricorynus tropicus ingår i släktet Tricorynus och familjen trägnagare. Inga underarter finns listade i Catalogue of Life.